# スタニズラオ・カニッツァーロ

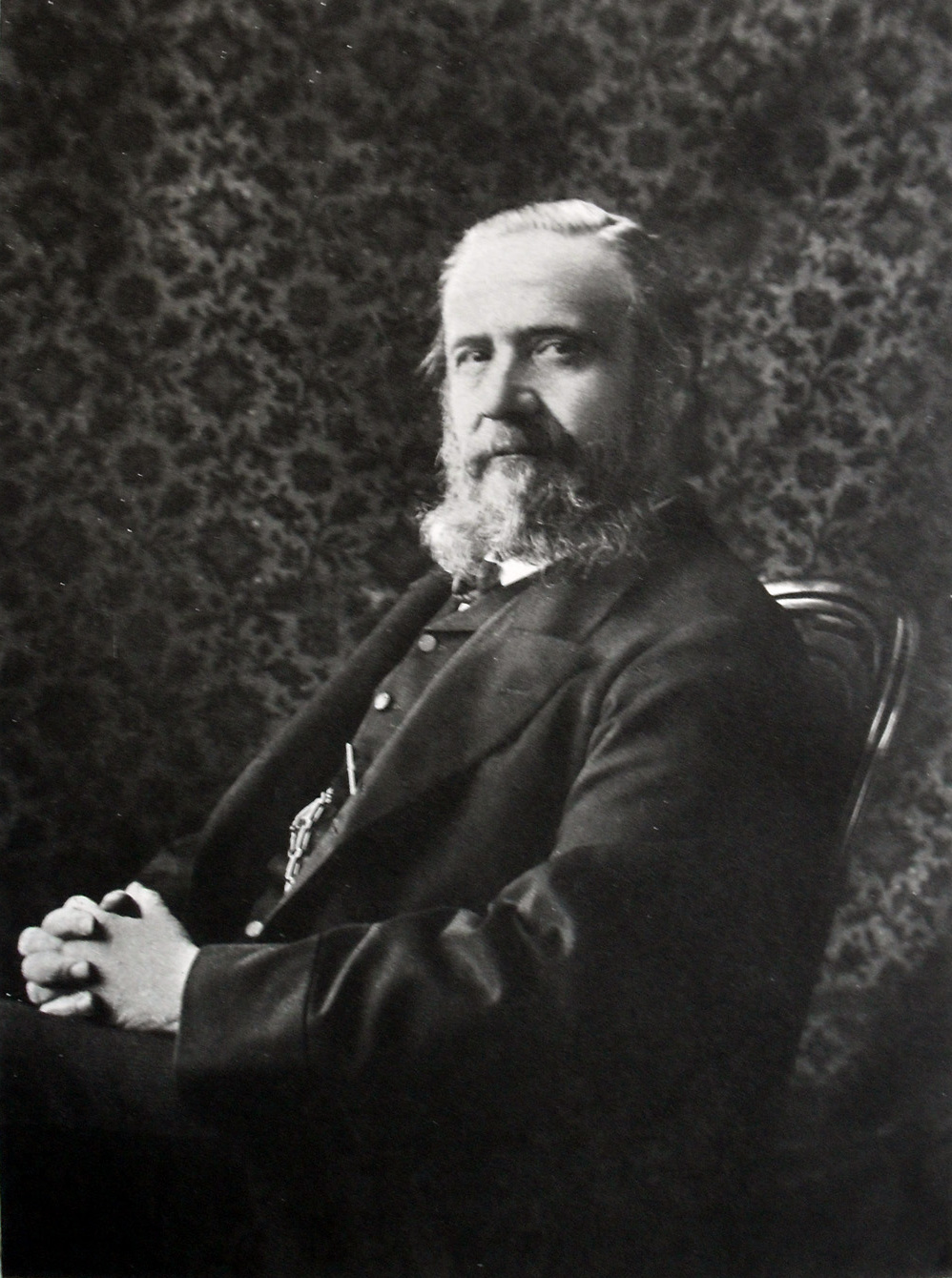
スタニズラオ・カニッツァーロ

スタニズラオ・カニッツァーロ（Stanislao Cannizzaro、1826年7月13日-1910年5月10日）は、イタリアの有機化学者、政治家。アヴォガドロの再評価を行い、周期表確立に貢献した。同時にイタリア統一運動に参加し、イタリア憲法の制定にも加わった。

## 生涯
シチリア島パレルモの生まれ。生家は名家であり、十分な教育を受けた。ナポリ大学とピサ大学に学び、特にピサ大学ではフランスの化学者ジャン＝バティスト・デュマに付いたラファエッレ・ピリアの指導を受け、1845年に有機化学の助手となった。その後、政治運動に参加し、ブルボン朝に対してシチリアの立憲政府を要求する革命運動、すなわち、シチリア島独立運動に加わる。1847年のシチリア革命は失敗、運動が弾圧されるとパリに逃れた。パリでは数多くの高級脂肪酸を発見したミッシェル・シャルブールの実験室に加わる。
1851年に帰国し、ピエモンテのアレッサンドリア工科大学の教授に就く。1853年、アルカリ下で2分子のアルデヒドが、1つはカルボン酸に酸化され、もう1つはアルコールに還元されるという不均化反応の一種カニッツァーロ反応を発見。
1856年にはジェノヴァ大学化学主任教授に就任した。1858年に発表した「ジェノバ大学における化学理論講義概要」Sunto di un corso di filosofia chimica fatto nella Reale Universita di Genova は、トリノの忘れられた物理学者アヴォガドロの再評価につながるものだった。1860年にはカールスルーエで開催された国際化学者会議ではアヴォガドロの業績を強調、アヴォガドロの仮説（法則）とデュロン＝プティの法則（1819年にジュロンとプティが発表）を組み合わせると、原子量、分子量を正確に計算できるとした。このとき水素の原子量を1としている。ただし、カニッツァーロは政治活動をあきらめておらず、これほど重要な化学者会議も当時参加していたガリバルディの軍から一時的に抜け出して発表したものであった。
1861年、パレルモ大学教授に就任し、1870年にローマ大学に移る。1871年に同大学主任教授となる。政治家としても成功し、ローマでは元老院議員として選ばれ、1861年に成立したばかりの「統一」イタリア王国憲法制定に加わる。1906年にはローマで開催された国際応用化学者会議の名誉総裁に選ばれている。

## カニッツァーロ反応
1853年、カニッツァーロは、ベンズアルデヒドにアルカリ水溶液を加え、安息香酸とベンジルアルコールを得た。
{\displaystyle {\rm {2C_{6}H_{5}CHO+H_{2}O\longrightarrow C_{6}H_{5}COOH+C_{6}H_{5}CH_{2}OH}}}
前半部分、すなわち「ベンズアルデヒドにアルカリ水溶液を加えると、安息香酸が生じる」ことは、すでに1832年、有機化学を創設した2人の化学者、リービッヒとウェーラーによって確認されていた。カニッツァーロの業績は、同時にアルコールが生成することつまり不均化反応であると発見したことである。

## カニッツァーロの方法
「カニッツァーロの方法」とは、原子量が未知の元素の原子量を求めるのにその元素を含む多くの化合物の分子量を調べ、その元素の量の最大公約数をその元素の原子量とするものである。アヴォガドロの業績の再評価につながるとともに、周期表の元データを提供するという功績をあげた。